# 整數轉換
整數轉換（英語：integer transform）是一類離散線性轉換，其轉換矩陣內的值在二進制下可以寫為有限小數（即二進分數）。
也就是說，如果一個線性轉換{\displaystyle A}滿足對於所有{\displaystyle m,n}都有
{\displaystyle A[m,n]=a2^{-k},\quad a,k\in \mathbb {Z} ,}
例如
{\displaystyle A={\begin{bmatrix}{\frac {5}{4}}&{\frac {1}{2}}&{\frac {1}{4}}\\{\frac {3}{4}}&1&{\frac {7}{4}}\\{\frac {1}{2}}&-{\frac {1}{4}}&-{\frac {1}{4}}\end{bmatrix}},}
則{\displaystyle A}是一個整數轉換。
阿達馬變換也是一個整數轉換。

## 優點
由於整數轉換內的值皆為二進分數，可以直接使用定點數運算來直接計算，因此跟一般的線性轉換比起來，整數轉換會耗費較少的資源和時間。
所以如果將一般的線性轉換轉變為整數變換的話，便可以減少消耗的資源。

## 將線性轉換化為整數轉換
目前有下列幾種將線性轉換變換為整數轉換的方法
- 原型方法 (prototype method)
- Lifting scheme
- Triangular matrix scheme